# A Temeraire utolsó útja
A Temeraire utolsó útja, teljes címén A Harcos Temeraire-t utolsó kikötőhelyére vontatják, ahol szétszerelik, 1838 (The Fighting Temeraire tugged to her last berth to be broken up, 1838) William Turner festménye, amely a londoni National Gallery gyűjteményének része.
Turner festményén az HMS Temeraire utolsó útja látható, miután kivonták a brit haditengerészetből. A vitorlás hadihajót egy lapátkerekes vontató húzza a kenti Sheerness-ből Rotherhithe-be a Temzén.
Az HMS Temeraire háromfedélzetes, 98 löveges hadihajó volt, amelyet ötezer tölgyfa felhasználásával építettek. A hajó fontos szerepet játszott a napóleoni háborúkban, részese volt az 1805-ös trafalgari csatának, amelyben Horatio Nelson admirális szétverte a francia flottát. Az 1815-ös békekötés után a brit hadihajók jelentős része feleslegessé vált, és 1820-tól az HMS Temeraire is Sheerness előtt horgonyzott, elsősorban ellátóhajóként funkcionált. 1838 júniusában az Admiralitás úgy döntött, hogy a negyven évnél is idősebb, rossz állapotú hajót faanyagként eladja. A hajóról leszereltek minden hasznosítható alkatrészt, köztük az árbócokat, majd 5530 fontért eladták John Beatson rotherhithe-i hajóbontónak és fakereskedőnek. A hajót két nap alatt vontatták utolsó kikötőjébe, ahova 1838. szeptember 6-án érkezett meg.
Valószínűtlen, hogy Turner szemtanúja volt a vontatásnak, elképzelhető, hogy még Nagy-Britanniában sem volt akkor, de a hajót magát láthatta még korábban Sheerness-nél. A kompozíciót a korabeli beszámolók és képzelete alapján vázolta fel. A hajó sorsa nyilvánvalóan hatással volt hazafiasságára: az HMS Temeraire nem pusztán az addigi legnagyobb hadihajó volt, amelyet az Admiralitás faanyagként adott el és a legnagyobb, amelyet ennyire magasra vontattak fel a Temzén, hanem a trafalgari ütközet egyik fontos résztvevője, amely Nelson zászlóshajóját, az HMS Victoryt védte hősiesen. Turner 1806-os, a csatát ábrázoló képén már feltűnt az HMS Temeraire, miközben a francia támadókkal hadakozik.
A hadihajó utolsó útjáról készült kép az HMS Temeraire hősies történetének emlékműve. Turner ugyanis meghagyta az enyészet felé tartó hajó méltóságát azzal, hogy árbócokkal, részleges vitorlázattal, kötélzettel együtt festette meg. A hajó eredeti fekete-sárga festését fehér-aranyra cserélte, ezzel egyfajta kísérteties megjelenést kölcsönözve neki, ahogy a Temze üveges felszínén siklik. Az HMS Temeraire éppen egy folyami vitorlás mellett halad el, amely szinte eltörpül mellette, a háttérben pedig egy széltől feszülő vitorlázatú hajó halad.
Habár az HMS Temeraire-t két hajó vontatta, Turner csak egyet festett a vitorlás elé, a másik éppen csak látható a távolban. Hasonlóan szabadon festette meg magát a vontatóhajót, kéményét árbóca elé helyezte, holott az fordítva volt, elérve így, hogy a füst szabadon tekeregjen az HMS Temeraire felé. Ez a módosítás egyrészt növeli a kompozíció drámaiságát, másrészt szimbolikusan jelzi a hatalomváltást a tengereken a gőzhajók előnyére. A napnyugta, amely elfoglalja a kép egyharmadát, csak erősíti a kompozíció gyászos hangulatát.
A képet 1839-ben állították ki először a Királyi Művészeti Akadémián. Habár volt vásárlói szándék, Turner nem adta el a képet, egészen 1851-es haláláig a tulajdonában volt. Különös vonzalmat érzett festménye iránt: kedvesemként hivatkozott rá, és valószínűleg már nem sokkal elkészülte után döntött arról, hogy a nemzetnek ajándékozza.

## A populáris médiában
A festmény feltűnik a Skyfall című 2012-es brit filmbenː előtte találkozik James Bond és Q. 2020-ban a brit jegybank kibocsátotta az új 20 fontos bankjegyet, amelynek hátoldalán Turner képe látható.